# Réserve naturelle d'Ördögorom
La Réserve naturelle d'Ördögorom (en hongrois : Ördögorom Természetvédelmi terület) est une aire protégée située à Budapest et dont le périmètre est caractérisé comme d'intérêt local.